# Campeonato Nacional de Basquete Masculino de 1995
O Campeonato Nacional de Basquete Masculino de 1995 (6ª edição), mais conhecido à época em que foi realizado como Liga Nacional de Basquete Masculino de 1995, foi um torneio realizado a partir do dia 7 de janeiro até 25 de abril de 1995 por vinte e uma equipes representando seis estados. 
Os jogos da fase de classificação entre as equipes paulistas no estadual de 1994 (iniciado em 6 de agosto) valeram pontos para a fase inicial do Campeonato Nacional. As equipes de São Paulo só se enfrentaram nos playoffs.  

## Participantes
Akros, Joinville/SC

 Corinthians, Santa Cruz do Sul/RS

 Dharma/Yara/Franca, Franca/SP

 Flamengo, Rio de Janeiro/RJ

 Franca, Franca/SP

 Friburgo, Nova Friburgo/RJ

 Ginástico, Belo Horizonte/MG

 Guaru, Guarulhos/SP

 Ipê, Jales/SP

 Liga Angrense, Angra dos Reis/RJ

 Liga Desportiva de Ponta Grossa, Ponta Grossa/PR

 Minas, Belo Horizonte/MG

 Nosso Clube, Limeira/SP

 Palmeiras, São Paulo/SP

 Pinheiros, São Paulo/SP

 Report/Suzano, Suzano/SP

 Rio Claro, Rio Claro/SP

 Sírio, São Paulo/SP

 Telesp, São Paulo/SP

 Tijuca, Rio de Janeiro/RJ

 Uberlândia T.C., Uberlândia/MG

## Regulamento

### Fórmula de disputa
O Campeonato Nacional de Basquete Masculino foi disputado por 21 equipes em duas fases:
- Fase classificatória: As 21 equipes foram divididas em dois grupos, onde disputaram partidas em um sistema de turno e returno, em que enfrentaram todos os adversários do grupo em casa e fora de casa. Classificaram-se as oito melhores equipes de cada grupo.
- Playoffs: As dezesseis equipes classificadas jogaram num sistema mata mata e a vencedora desses foi declarada Campeã Nacional de Basquete Masculino de 1995. É dividida em três partes: 
  - Oitavas de final: Foi disputada pelas equipes que passaram da primeira fase, seguindo a lógica: (1ª x 8ª); (2ª x 7ª); (3ª x 6ª); (4ª x 5ª). Estas jogaram partidas em melhor de três (jogos), sendo um mando de campo para cada e o jogo de desempate, se houvesse, no ginásio da equipe com o melhor índice técnico da fase classificatória.
  - Quartas de final: Foi disputada pelas equipes que passaram das oitavas de final. Estas jogaram partidas em melhor de cinco (jogos), sendo dois mandos de campo para cada e o jogo de desempate, se houvesse, no ginásio da equipe com o melhor índice técnico da fase classificatória.
  - Semifinais: Foi disputada pelas equipes que passaram das quartas de final. Estas jogaram partidas em melhor de cinco (jogos), sendo dois mandos de campo para cada e o jogo de desempate, se houvesse, no ginásio da equipe com o melhor índice técnico da fase classificatória.
  - Final: Foi disputada entre as duas equipes vencedoras das semifinais, em melhor de cinco (jogos), sendo dois mandos de campo para cada e o jogo de desempate, se houvesse, no ginásio da equipe com o melhor índice técnico da fase classificatória. A equipe vencedora foi declarada campeã da competição.

### Critérios de desempate
1º: Confronto direto

2º: Saldo de cestas dos jogos entre as equipes

3º: Melhor cesta average (se o empate foi entre duas equipes)

4º: Sorteio

### Pontuação
Vitória: 2 pontos

Derrota: 1 ponto

Não comparecimento: 0 pontos

## Classificação
| 1  | Ipê/LA Gear           | 33 | 18 | 15 | 3  | 1776 | 1650 | 1,07636 |
| 2  | A.A.Guaru             | 32 | 18 | 14 | 4  | 1768 | 1589 | 1,11265 |
| 3  | Dharma/Yara/Franca    | 31 | 18 | 13 | 5  | 1931 | 1699 | 1,13655 |
| 4  | Pitt/Corinthians      | 28 | 18 | 10 | 8  | 1824 | 1740 | 1,04827 |
| 5  | Report/Suzano         | 27 | 18 | 9  | 9  | 1664 | 1590 | 1,04654 |
| 6  | Pinheiros/Asia Motors | 27 | 18 | 9  | 9  | 1870 | 1880 | 0,99468 |
| 7  | Liga Angrense         | 27 | 18 | 9  | 9  | 1657 | 1736 | 0,98449 |
| 8  | Minas T.C./Sollo      | 26 | 18 | 8  | 10 | 1654 | 1704 | 0,97066 |
| 9  | C.E.E. Friburgo       | 21 | 18 | 3  | 15 | 1722 | 1909 | 0,90204 |
| 10 | E.C. Ginástico        | 18 | 18 | 0  | 18 | 1505 | 1879 | 0,80096 |

PTS - pontos, J - jogos, V - vitórias, D - derrotas, PP - pontos pró, PC - pontos contra, PA - pontos average
| 1  | Cesp/Rio Claro                   | 37 | 20 | 17 | 3  | 2104 | 1775 | 1,18535 |
| 2  | Palmeiras/Parmalat               | 34 | 20 | 14 | 6  | 1929 | 1761 | 1,09540 |
| 3  | Sabesp/Franca                    | 34 | 20 | 14 | 6  | 1983 | 1838 | 1,07889 |
| 4  | Nosso Clube/Lua                  | 33 | 20 | 13 | 7  | 1932 | 1851 | 1,04376 |
| 5  | Flamengo/Petrobras               | 31 | 20 | 11 | 9  | 2016 | 1959 | 1,02910 |
| 6  | S.E. Akros                       | 31 | 20 | 11 | 9  | 1847 | 1913 | 0,96550 |
| 7  | E.C. Sírio                       | 30 | 20 | 10 | 10 | 1859 | 1899 | 0,97894 |
| 8  | Tijuca/Selector                  | 29 | 20 | 9  | 11 | 1821 | 1873 | 0,97224 |
| 9  | L.D. Ponta Grossa/Casa dos Pneus | 26 | 20 | 6  | 14 | 1720 | 1894 | 0,90813 |
| 10 | Telesp Clube                     | 24 | 20 | 4  | 16 | 1874 | 2020 | 0,92772 |
| 11 | Uberlândia T.C.                  | 21 | 20 | 1  | 19 | 1787 | 2099 | 0,85136 |

PTS - pontos, J - jogos, V - vitórias, D - derrotas, PP - pontos pró, PC - pontos contra, PA - pontos average
|  |                                           |
|  | Zona de classificação às oitavas de final |

## Final

### Primeiro jogo
| 21 de abril 21:00 |  | Dharma/Yara/Franca | 112–108 | Cesp/Rio Claro |  | Franca |  |

### Segundo jogo
| 22 de abril 21:00 |  | Dharma/Yara/Franca | 97–104 | Cesp/Rio Claro |  | Franca |  |

### Terceiro jogo
| 24 de abril 21:00 |  | Cesp/Rio Claro | 114–102 | Dharma/Yara/Franca |  | Rio Claro |  |

### Quarto jogo
| 25 de abril 21:00 |  | Cesp/Rio Claro | 105–88 | Dharma/Yara/Franca |  | Rio Claro |  |

0
| Campeonato Nacional de Basquete Masculino 1995 |
| ---------------------------------------------- |
| Cesp/Rio Claro Campeão (2° título Brasileiro)  |